# امامزاده بی‌بی عصمت
امامزاده بی بی عصمت مربوط به دوره صفوی است و در دهدشت، ضلع جنوبی بافت تاریخی شهر واقع شده و این اثر در تاریخ ۲۵ اسفند ۱۳۷۹ با شمارهٔ ثبت ۳۵۵۴ به‌عنوان یکی از آثار ملی ایران به ثبت رسیده است.